# Canha de Mar
Canha de Mar o Canha (nom occità) (en francés Cagnes-sur-Mer) és un municipi francès situat al departament dels Alps Marítims i a la regió de Provença – Alps – Costa Blava. L'any 2005 tenia 47.200 habitants.
Se situa a la Costa Blava, i s'emplaça a l'oest de la desembocadura del riu Var. S'estén al llarg de prop de 4 km de platja i s'envolta de turons, un dels quals és el del castell que culmina a 90 m d'altitud. Dos rius la travessen: el Cagne i el Malvan.
És una zona turística que també té indústria ceràmica i floricultura.

## Demografia
| Evolució de la població |       |       |       |       |       |       |       |       |
| 1793                    | 1800  | 1806  | 1821  | 1831  | 1836  | 1841  | 1846  | 1851  |
| 1.304                   | 1.168 | 1.519 | 1.936 | 2.349 | 2.317 | 2.102 | 2.454 | 2.443 |

| 1856  | 1861  | 1866  | 1872  | 1876  | 1881  | 1886  | 1891  | 1896  |
| ----- | ----- | ----- | ----- | ----- | ----- | ----- | ----- | ----- |
| 2.280 | 2.435 | 2.793 | 2.582 | 2.400 | 2.855 | 3.057 | 2.962 | 3.029 |

| 1901  | 1906  | 1911  | 1921  | 1926  | 1931  | 1936  | 1946  | 1954   |
| ----- | ----- | ----- | ----- | ----- | ----- | ----- | ----- | ------ |
| 3.381 | 3.705 | 5.044 | 5.395 | 7.499 | 7.866 | 9.038 | 9.315 | 11.066 |

| 1962   | 1968   | 1975   | 1982   | 1990   | 1999   | 2006 | 2011 | 2016 |
| ------ | ------ | ------ | ------ | ------ | ------ | ---- | ---- | ---- |
| 15.392 | 22.110 | 29.538 | 35.214 | 40.902 | 43.929 | -    | -    | -    |

| 2019 | - | - | - | - | - | - | - | - |
| ---- | - | - | - | - | - | - | - | - |
| -    | - | - | - | - | - | - | - | - |

## Administració
| Període   | Identitat            | Partit |
| --------- | -------------------- | ------ |
| 1961-1983 | Pierre Sauvaigo      | RPR    |
| 1983-1985 | Jean-Raimond Giacosa | RPR    |
| 1985-1995 | Suzanne Sauvaigo     | RPR    |
| 1995-     | Louis Nègre          | UMP    |

## Agermanaments
- Passau

## Llocs d'interès
- El castell d'època feudal (segles xiii i xiv) allotja la Casa-Museu d'Auguste Renoir.